# Zosenerdam
Zosenerdam was een dorp ten noorden van Amsterdam en lag aan het IJ ten zuiden van het huidige Nieuwendam. Het dorp bestond al in middeleeuwen maar werd in 1350 bij een stormvloed verzwolgen waarbij een dijk doorbrak. Landinwaarts werd een nieuwe dijk en een nieuwe dam aangelegd en ontstond Nieuwendam.
Brug 362 in Amsterdam is vernoemd naar het voormalige dorp.